# Feleti Teo
Feleti Penitala Teo, född 9 oktober 1962, är Tuvalus premiärminister sedan den 26 februari 2024.